# Voo Aeromist-Kharkiv 2137
Em 23 de dezembro de 2002, o Voo Aeromist-Kharkiv 2137 caiu perto de Ardestan, no Irã, matando todos a bordo. O acidente, com 44 mortos, matou vários especialistas russos e ucranianos em aviação.

## Queda
A aeronave estava a caminho de Kharkiv, Ucrânia, para Isfahan, Irã, tendo feito uma escala de reabastecimento em Trabzon, na Turquia. Ele colidiu em um terreno elevado durante uma descida noturna para o Aeroporto Internacional de Isfahan, matando todos a bordo. Os passageiros, incluindo vários especialistas e oficiais russos e ucranianos, estavam indo para a inauguração oficial da versão iraniana de um outro avião da Antonov, o avião comercial An-140, que é licenciado pelo escritório de projetos Antonov. Autoridades iranianas a princípio disseram acreditar que o erro do piloto foi a causa do acidente, mas depois disseram que era muito cedo para determinar o que causou o acidente. Um breve resumo do relatório foi publicado no site da Flight Global.

## Investigação
O gravador de dados de voo da aeronave foi recuperado e a investigação inicial sobre o acidente afirmou que a causa principal foi devido a "erros de navegação de procedimento da tripulação". O Comitê de Aviação Interestatal da Comunidade dos Estados Independentes, concluiu em seu relatório que as principais causas do acidente era a má conduta da tripulação, não aplicar procedimentos de aproximação e uso incorreto do GPS da aeronave, em violação das suas necessidades operacionais e sua classificação para seu uso na abordagem; não utilização de informações de outros equipamentos de navegação instalados; falha em buscar uma abordagem alternativa quando perceberam que o GPS não poderia estar fornecendo uma abordagem realista de leitura do DME.